# Chrám Kristova narození (Riga)
Chrám Kristova narození (lotyšsky Kristus Piedzimšanas pareizticīgo katedrāle) je hlavním katedrálním chrámem pravoslavné církve v lotyšském hlavním městě Riga. Nachází se nedaleko Pomníku svobody.

## Historie

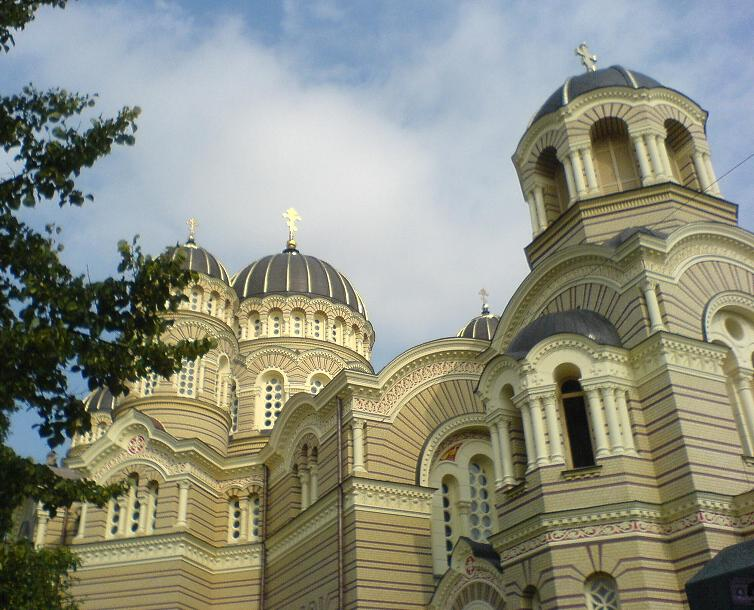
Pohled na katedrálu

Chrám byl vybudován z iniciativy gubernátora Bagrationa pro potřeby rozrůstající se pravoslavné komunity ve městě Riga, která byla střediskem gubernie a významným ruským baltským přístavem. Stavba se realizovala v letech 1876 až 1884. Chrám byl postaven v novobyzantském architektonickém stylu. Kupole chrámu dosahuje výšky 40 metrů. Během německé okupace v době první světové války (1917–1918) byla katedrála pravoslavné církvi odebrána a převzala ji evangelická církev augsburského vyznání. Pravoslavným věřícím se chrám vrátil v roce 1921 a od té doby se v něm konaly bohoslužby v ruském a v lotyšském jazyce.
V roce 1961 komunistický režim chrám zavřel a v jeho prostorách zřídil planetárium. Po obnovení nezávislosti Lotyšska v roce 1991 byl chrám opět vrácen pravoslavným věřícím a začaly se v něm konat pravoslavné bohoslužby. V roce 2000 zde byl postaven nový ikonostas, který chrámu daroval I. Malyškov, jehož rodina pocházela z Lotyšska.